# Introducing Joe Gordon
| Recensione | Giudizio |
| ---------- | -------- |
| AllMusic   |          |

Introducing Joe Gordon è l'album di debutto del trombettista jazz statunitense Joe Gordon, pubblicato dall'etichetta discografica EmArcy Records nel maggio del 1955.

## Tracce

### LP
Lato A
1. Toll Bridge – 6:23 (musica: E. Lawrence) – Registrato l'8 settembre 1954
2. Lady Bob – 6:52 (musica: Quincy Jones) – Registrato l'8 settembre 1954
3. Grasshopper – 6:51 (musica: Quincy Jones) – Registrato il 3 settembre 1954

Lato B
1. Flash Gordon – 7:30 (musica: Quincy Jones) – Registrato il 3 settembre 1954
2. Bous Bier – 6:42 (musica: Quincy Jones) – Registrato l'8 settembre 1954
3. Xochimilco – 7:50 (musica: Rose Roland) – Registrato il 3 settembre 1954

## Musicisti
- Joe Gordon – tromba
- Charlie Rouse – sassofono tenore
- Junior Mance – piano
- Jimmy Schenck – contrabbasso
- Art Blakey – batteria